# Stenomalina dives
Stenomalina dives är en stekelart som först beskrevs av Walker 1835.  Stenomalina dives ingår i släktet Stenomalina och familjen puppglanssteklar. Arten är reproducerande i Sverige. Inga underarter finns listade i Catalogue of Life.